# لامون
لامون (به ایتالیایی: Lamon) یک کومونه در ایتالیا است که در استان بلونو واقع شده‌است.

## خصوصیات
لامون ۵۴٫۳ کیلومترمربع مساحت و ۳٬۳۲۲ نفر جمعیت دارد و ۵۹۴ متر بالاتر از سطح دریا واقع شده‌است.